# Arunte Tarquinio (Egerio)
Arunte Tarquinio (fl. VI secolo a.C.) è stato un militare romano figlio di Arunte, a sua volta figlio di Demarato di Corinto e fratello di Lucumone, futuro Tarquinio Prisco, quinto re di Roma.

## Biografia
Nipote del futuro re di Roma, viene citato da Dionigi di Alicarnasso, come progenitore della famiglia dei Collatini.
Demarato di Corinto, ricco ed importante cittadino di Corinto, trasferitosi nella fiorente città etrusca di Tarquinia, ebbe due figli, Arunte e Lucomone, ovvero il futuro Tarquinio Prisco, che ereditò averi e titoli, perché il primogenito Arunte morì prima del padre, senza che si sapesse che egli aveva comunque avuto un figlio, Arunte Tarquinio, detto Egerio perché povero.
Egerio divenne governatore di Collatia, quando questa, ribellatasi alla morte di Anco Marzio, fu riconquistata dai romani guidati da Tarquinio Prisco. I suoi discendenti, iniziando dal figlio Lucio Tarquinio Collatino, presero il cognomen di Collatino.